# Mark Aurel Fodroczy
Mark Aurel pl. Fodroczy (Varaždin, 1855. - 1944.), hrvatski političar, pravnik, podban.

## Život
Od 1878. u javnoj je službi podžupanije varaždinske. 1886. bio je tajnik te županije, a 1887. podžupan. 1905. postaje veliki župan Zagrebačke županije. Sljedeće godine je izabran za vijećnika Banskog stola. Posjedovao je koncesiju na rudnik ugljena u Zagorju. Bio je podban i predstojnik odjela za unutarnje poslove hrvatske vlade od 2. listopada 1913. pod banom Skerleczom. Na izborima 1913. izabran je za zastupnika Hrvatskog sabora u Nuštru s liste unionista. Na tom položaju bio je do 1917., kada je umirovljen, a u novom kabinetu bana Mihalovića naslijedio ga je dr. Vinko Krišković